# Palé
Palé är en provinshuvudstad i Ekvatorialguinea.   Den ligger i provinsen Annobon, i den sydvästra delen av landet, 700 km sydväst om huvudstaden Malabo. Antalet invånare är 4 433.
Terrängen runt Palé är huvudsakligen kuperad, men åt sydväst är den platt. Havet är nära Palé norrut.  Det finns inga andra samhällen i närheten. 